# Методи Лалов
Методи Орлинов Лалов е български юрист и политик (общински съветник).
Съдия (2002 – 2016) е в Софийския градски съд (СГС) и после в Софийския районен съд (СРС). Заместник-председател и председател е на Наказателното отделение, а след това и председател на Софийския районен съд.

## Биография
Роден е в София на 26 юли 1975 г.. Завършва право с отличие в Юридическия факултет при Университета за национално и световно стопанство през 2001 г.
След дипломирането си най-напред работи като адвокат от октомври 2002 до април 2003 г. След това от 2003 до 2005 г. е младши съдия в Софийския градски съд, после е районен съдия от април 2005 г. Води семинарни занятия като хоноруван преподавател по наказателно право в СУ „Св. Климент Охридски“. В началото на 2012 г. поема длъжността изпълняващ функциите на председател на Софийския районен съд. След проведен конкурс е избран от Висшия съдебен съвет за председател на съда в средата на ноември същата година.
В рамките на мандата си успява да разреши дългогодишния сграден проблем на Столичния районен сд (СРС) и Столичната районна прокуратура (СРП), като СРС и СРП получават 2 съдебни сгради – на бул. „Цар Борис III“ 54 и на бул. „Ген. Михаил Скобелев“ 23.
На 9 декември 2016 г., почти година преди края на мандата му, подава оставка в знак на несъгласие с цялостната политика на ВСС и поради обвинение в посегателства на кадровия орган върху независимостта на съда. С него оставки подават всичките заместник-председатели на съда – съдиите Райна Мартинова, Силвана Гълъбова, Албена Ботева и Стоян Михов. Това е прецедент за българската съдебна система, тъй като никога дотогава административни ръководители не са подавали оставки заради несъгласие с политиката на ВСС. На същата дата и на 26 януари 2017 г. организира протести на съдии и съдебни служители пред сградата на ВСС.
Избран е за общински съветник в Столичния общински съвет на местните избори през 2019 г.
На 11 октомври 2021 г. поисква оставките на председателя Христо Иванов на ПП „Да, България“ и на членовете на Изпълнителния съвет на партията Ивайло Мирчев и Антоанета Цонева с обвинение за авторитарно управление. През януари 2022 г. е изключен от ПП „Да, България“.